# Simulium loutetense
Simulium loutetense es una especie de insecto del género Simulium, familia Simuliidae, orden Diptera.
Fue descrita científicamente por Grenier & Ovazza, 1951.